# تونز.تی‌وی
تونز. تی‌وی (به انگلیسی: Toons.TV) یک کانال سرگرمی چند پلتفرمی بود که تحت مالکیت راویو انترتینمنت و ادارهٔ راویو انیمیشن قرار دارد. این برنامه در اکثر تلویزیون‌های هوشمند و سایر دستگاه‌های متصل و همچنین برنامه خود راویو در دسترس بود. تا دسامبر ۲۰۱۴، محتوای آن بیش از چهار میلیارد بار دیده شد.
از ۱ اوت ۲۰۱۷، برند تونز. تی‌وی متوقف شد. سایت و برنامه آن بسته شده‌است و هر پیوندی به آن به یوتیوب رسمی پرندگان خشمگین منتقل شده‌است.

## برنامه‌ها

### برنامه‌نویسی اصلی
- کارتون‌های پرندگان خشمگین (۱۷ مارس ۲۰۱۳–۱۳ مه ۲۰۱۶)
- پرندگان خشمگین استلا (۱ نوامبر ۲۰۱۴–۱۱ مارس ۲۰۱۶)
- داستان‌های خوکی (۱۱ آوریل ۲۰۱۴–۳۰ مه ۲۰۱۹؛ فقط ۳ فصل اول)
- نمایش علمی موشک (۹ ژوئیه ۹ با حضور ناسا، سفر ویژه به مریخ در ۲۰۱۶ ژوئیه ۲۰۱۶ پخش شد)
- پرندگان خشمگین آبی‌ها (۱۰ مارس ۲۰۱۷–۱۴ دسامبر ۲۰۱۷؛ فقط ۱۰ قسمت اول)